# Jorge Lermo
Jorge Lermo Rengifo (* 27. November 1955) ist ein peruanischer Politiker. Er war von 1999 bis 2002 Bürgermeister (alcalde distrital) von San Borja, einem Stadtdistrikt der peruanischen Hauptstadt Lima.

## Politische Laufbahn
Bei den peruanischen Kommunalwahlen 1995 wurde Lermo in den Gemeinderat (concejo municipal) von San Borja gewählt. Dort war er von 1996 bis 1998 Ratsherr (regidor). Bei den Kommunalwahlen 1998 wurde er als Mitglied der christdemokratischen Partei Somos Perú zum stellvertretenden Bürgermeister San Borjas gewählt; die vorherige Bürgermeisterin Luisa María Cuculiza wurde wiedergewählt. Da Cuculiza aber zum 6. Januar 1999 zur Frauenministerin Perus ernannt wurde, musste sie ihr Amt als Bürgermeisterin aufgeben. Lermo wurde daher zum Bürgermeister ernannt und war dies bis zum 31. Dezember 2002. Bei den Kommunalwahlen 2002 und 2006 ließ er sich erneut zur Wahl aufstellen; beide Male wurde er jedoch nicht wiedergewählt.